# Neue Helden braucht das Land
Neue Helden braucht das Land ist das 14. Studioalbum der österreichischen Pop-Rock-Band Erste Allgemeine Verunsicherung. Es wurde am 5. Februar 2010 veröffentlicht und somit zweieinhalb Jahre nach dem vorigen Album Amore XL. Das Album erreichte Platz eins der österreichischen Album-Charts und Platin-Status.

## Veröffentlichung und Charts
Das Album wurde am 5. Februar 2010 unter dem Label Ariola veröffentlicht. Es konnte sich in Deutschland 6 Wochen lang in den Albumcharts platzieren, wobei es #26 erreichte. In Österreich, wo es lange die Position 1 besetzte, hielt es sich ganze 29 Wochen und in der Schweiz wurde #34 erreicht, bei dreiwöchiger Chartpräsenz. Am 29. April 2010 wurde das Album mit Platin für mehr als 20.000 verkaufte Einheiten ausgezeichnet.

## Titel
1. Dummheit an die Macht
2. Rabatt, Rabatt
3. Ein Huhn
4. Neue Helden (braucht das Land)
5. Baden in Aden
6. Obama
7. Simsalabim (Die Esoterroristen)
8. Boshaft ist die Vogelschar
9. Nostradamus
10. Die Steirerwerdung
11. Männer brauchen Tritte
12. Eloise & die Krise
13. Supertürke
14. Toleranz
15. Stein der Weisen
16. Hypochonder
17. Bitte Bier
18. Beim Cseijtei im Hof
19. Wie schön (wär diese Welt)

## Besonderheiten
- Nur acht Monate nach der Veröffentlichung lag bereits ein Live-Album der Neue Helden Tour mit dem Titel Neue Helden Live in Graz vor.

## Rezeption
Alexander Cordaas von laut.de lobt, dass die EAV auf diesem Album „eine vielseitige musikalische Palette vor dem Hörer“ ausbreite.
Audio Video Foto Bild bezeichnet das Album als sozialkritisches Gesamtwerk.